# Thomas Parnell (naukowiec)
Thomas Parnell (ur. 5 lipca 1881 w West Haddon, zm. 1 września 1948 w Indooroopilly) – australijski fizyk, pierwszy profesor na Uniwersytecie Queensland. Jego słynnym dokonaniem było rozpoczęcie eksperymentu kropli paku.

## Życiorys
Thomas Parnell urodził się w West Haddon w Anglii w 1881 roku. Studiował nauki przyrodnicze na St John’s College, uzyskując tytuł licencjata w 1903 r. i tytuł magistra w 1907 r. W Laboratorium Cavendisha wraz z Owenem Richardsonem prowadzili badania nad dyfuzją wodoru przez gorącą platynę. Od 1904 roku mieszkał w Melbourne, gdzie wykładał fizykę. Jako członek Publicznej Komisji Egzaminacyjnej odpowiadał również za podnoszenie standardów jakości matematyki i fizyki w szkołach w Queensland. Podczas I wojny światowej był oficerem obrony przeciwgazowej we Francji. Po powrocie w 1919 roku objął stanowisko kierownika katedry fizyki na Uniwersytecie Queensland. Później był kilkakrotnie członkiem senatu uniwersyteckiego. W latach 1938-1944 był przewodniczącym rady profesorskiej. Twórca eksperymentu dożył upadku zaledwie drugiej kropli). Zmarł w 1948 roku na skutek niewydolności serca i nerek spowodowanej nadciśnieniem tętniczym.

## Upamiętnienie
Biblioteka wydziału fizyki, którą pomógł założyć, została nazwana Parnell Memorial Library w 1948 r.. Ostatecznie została włączona do Biblioteki Inżynierii i Nauk Ścisłych im. Dorothy Hill na UQ w 1997 r.
W październiku 2005 pośmiertnie został upamiętniony nagrodą Ig Nobla w dziedzinie fizyki za słynny eksperyment kropli paku, w którym udział brał również John Mainestone.
Jego syn, Thomas Meredith Parnell został profesorem na Uniwersytecie Queensland.